# Конкорданс Стронґа

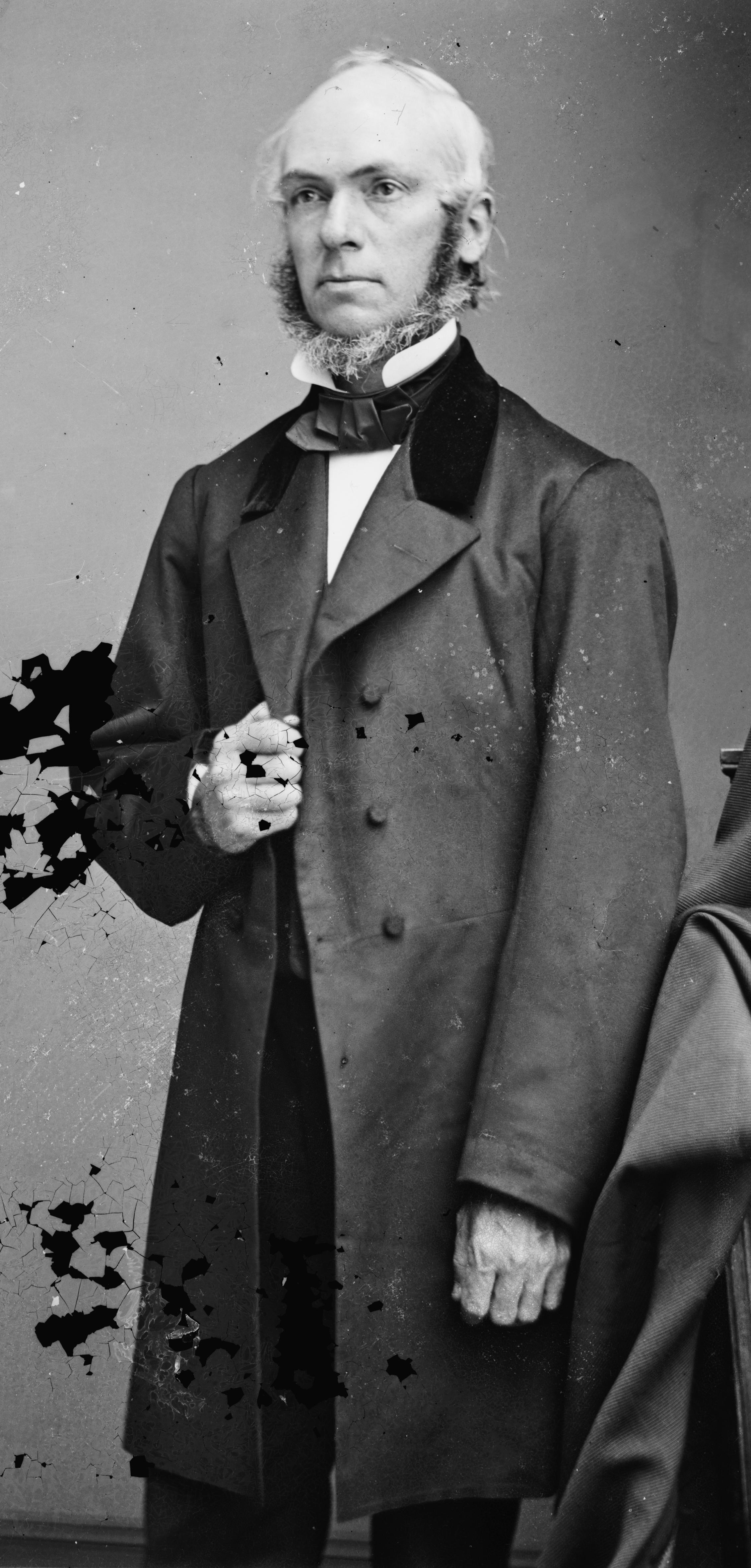
Джеймс Стронґ

Конкорданс Стронґа (конкорданція Стронґа чи симфонія Стронґа) — повний список кореневих слів (конкорданс), які зустрічаються в оригінальному тексті Біблії на івриті в Старому Заповіті і на старогрецькій мові в Новому Заповіті, розташованих в алфавітному порядку і супроводжуваних етимологічними коментарями, з присвоєнням кожному слову інвентарного номера (нумерація окрема для івриту і для старогрецької). Конкорданс Стронґа було підготовлено великим колективом під керівництвом професора теології методистської Духовної семінарії, уродженця Нью-Йорка Джеймса Стронґа (1822—1894), і вперше опубліковано в 1890 році. Робота включає в себе 8674 єврейських слова і 5624 грецьких слова (номери 2717 і 3203-3302 порожні). Конкорданс Стронґа у початковому варіанті був прив'язаний до найпоширенішого англійської перекладу Біблії — короля Якова.
Незважаючи на те, що етимологічні версії часто носять гіпотетичний характер, конкорданс Стронґа зарекомендував себе як зручний інструмент вивчення Біблії, особливо завдяки інноваційній нумерації, що полегшує точковий, послівний доступ до першоджерела. Конкорданс неодноразово перевидавався.

## Переклади конкордансу
Українських перекладів конкордансу Стронґа немає.
У 1998 році вийшла російська «Біблійна симфонія з ключем до єврейських і грецьких слів», де нумерація Стронґа була вперше прив'язана до російського Синодального перекладу. Всі сучасні комп'ютерні тексти Синодального перекладу з номерами Стронґа використовують саме цю прив'язку. Видання було підготовлено в Університеті Боба Джонса. У 2003 році нумерація Стронґа була задіяна в «Симфонії на канонічні книги Святого Письма з єврейським і грецьким покажчиками» (в двох томах, видавництво «Біблія для всіх», Санкт-Петербург, упорядник Циганков Ю. А.). На відміну від «Симфонії з ключем», тут у покажчиках позначені випадки, коли два або більше вихідних єврейських чи грецьких слова передавалися у російській мові одним словом, і навпаки, коли одне вихідне слово передавалося в російському перекладі більш, ніж одним словом. Існують і відмінності з прив'язки номерів до російських слів. В основному це випадки помилкового зазначення номерів Стронґа в «Симфонії з ключем». Словникові матеріали з англійської симфонії Стронґа були використані в «Єврейсько-російському та грецько-російському словнику-покажчику на канонічні книги Священного Писання» (упорядник Циганков Ю. А.) з додаванням граматичної і лексичної інформації.
Завдяки номерами Стронґа з'явилася можливість робити переклади біблійних симфоній з однієї мови на іншу. Так, російська симфонія на 30 000 слів у Новій навчальній Біблії Томпсона (La Buona Novella Inc, 2010) була перекладена з симфонії з англійської Біблії Томпсона (The New Thompson Study Bible, La Buona Novella Inc. & B. B. Kirkbride Bible Company, Inc., 2006). У процесі підготовки російського тексту симфонії встановлювалося, якому конкретно єврейському/грецькому слову відповідають слова з англійської симфонії, а потім бралися їхні еквіваленти відповідного вірша Синодального перекладу.

## Альтернативні конкорданси
Нині існують і альтернативні нумерації слів, використаних у єврейському та грецькому тексті Біблії — наприклад, нумерація Ґудрика-Коленбергера, на основі якої була складена симфонія на англійський переклад Біблії New International Version (The NIV Exhaustive Concordance, Zondervan, 1990). У ній 9597 єврейських, 779 арамейських і 6068 грецьких номерів.